# 马克斯·莫里尼埃
马克斯·莫里尼埃（法語：Max Morinière，1964年2月16日—），法国男子田径运动员。他曾代表法国参加1988年和1992年夏季奥林匹克运动会田径比赛，其中1988年奥运会获得一枚铜牌。